# Listă de scriitori lituanieni
Aceasta este o listă de scriitori lituanieni.
- Jonas Aistis (1904-1973)[1]
- Jonas Avyžius (n. 1922[1]
- Antanas Baranauskas (1835-1902)
- Bernardas Brazdžionis (1907-2002)
- Mikalojus Daukša (after 1527-1613)
- Kristijonas Donelaitis (1714-1780)
- Ona Galdikaitė (1898-1990), poetă
- Romualdas Granauskas (n. 1939)
- Juozas Grušas (1901-1986)
- Vincas Krėvė-Mickevičius (1882-1954)
- Vytautas Mačernis (1921-1944)
- Maironis (1862-1932)
- Justinas Marcinkevičius (1930-2011)
- Martynas Mažvydas (1510-1563)
- Vincas Mykolaitis-Putinas (1893-1967)
- Salomėja Nėris (1904-1945)
- Alfonsas Nyka-Niliūnas (n. 1919)[1]
- Henrikas Radauskas (1910-1970)
- Liudvikas Rėza (1776-1840)
- Antanas Škėma (1910-1961)
- Balys Sruoga (1896-1947)
- Indrė Valantinaitė (n. 1984), poet
- Vydūnas (1868-1953)
- Žemaitė (1845-1921)